# Pamphilia
Pamphilia é um género botânico pertencente à família Styracaceae.